# Danske Runeindskrifter
Danske Runeindskrifter er en database over alle danske runeindskrifter, populært kaldet Runedatabasen. Den er udarbejdet af forskere fra Nordisk Forskningsinstitut på Københavns Universitet og Nationalmuseet i København. Databasen blev grundlagt som et projekt, der løb fra 2003 til 2006, og det blev støttet af det daværende Statens Humanistiske Forskningsråd. Forskere fra Københavns Universitet og Nationalmuseet arbejder fortsat på databasen med opdateringer af ældre fund og tilføjelser af nye fund af runeindskrifter. 